# Polský dům v Ostravě
Polský dům je secesní budova z roku 1900 v Moravské Ostravě, postavená z iniciativy několika polských organizací, pod dohledem krakovského architekta Stanisława Bandrowského. Nachází se na křižovatce ulic Žerotínova a Poděbradova.

## Historie
Po hospodářské krizi v 70. letech 19. století nastal v Ostravsko-karvinské pánvi rychlý rozvoj moderního těžebního a hutního průmyslu, který  poskytoval nejvíc pracovních míst v celém regionu. Novým zdrojem levné pracovní síly se staly tisíce přistěhovalců ze západní Haliče. Jejich počet v politickém okrese Moravské Ostravy (zřízeném  v roce 1900) překročil 10 000. To byl začátek vzniku řady polských organizací, jako např. Pobočka společnosti Lidové školy v Krakově, zabývající se vzděláváním zaostalého přistěhovaleckého obyvatelstva. Cílem bylo vybudovat polské vzdělávací centrum a místo setkávání polské menšiny. Nejvýznamnějším polským aktivistou byl Wacław Seidl. V roce 1899 z jeho popudu začala sbírka peněžních příspěvků na stavbu Polského domu. V Krakově peníze darovali hrabě Zamojski, hrabě Tarnowski a řada dalších donátorů z Ostravy, Malopolska a Těšínského Slezska. Stavebním dozorem byl pověřen Stanisław Bandrowski, který v té době žil v Ostravě. Jako stavební materiál byly použity také dva vozy kamenů ze zbořených krakovských hradeb - ty jsou stále patrné ve vnější výzdobě budovy. Mezi další polské akcenty patří věžička ve tvaru piastovské koruny s dvojicí orlů, erby Polska a Litvy a také socha sv. Hedviky.
Slavnostní otevření proběhlo 8. a 9. září 1900. Mše se konala v kostele sv. Václava, načež se průvod přesunul do nové budovy. Otevření se zúčastnil starosta Moravské Ostravy Adalbert Johanny. Brzy po otevření se dům dostal do vážných finančních problémů, které hrozily jeho uzavřením, čemuž zabránila komercializace budovy. Polský dům se stal centrem polské kultury a vzdělávání. Nechyběla polská knihovna, čítárna, spořitelna, spolek Siła a další organizace. Budova hostovala potulné divadelní společnosti L. Czytogórského a italského zpěváka Luigiho Cavanny. V roce 1938 byl přejmenován na Spolkový dům a v období protektorátu zde sídlil Hitlerjugend. Po druhé světové válce se díky úsilí ostravských Poláků podařilo chátrající budovu získat zpět. Od roku 1950 dům fungoval jako „Lidové družstvo Polský dům“. Sídlo zde měla pobočka nově vzniklého PZKO, byla zde restaurace s několika bufety otevřenými na několika místech Ostravy.
V 60. létech 20. století byl k domu přistaven hotel. Kromě PZKO měla v budově působiště studentská organizace polských studentů z VŠB a Pedagogické fakulty. Existenci Polského domu ohrozila výstavba nové čtvrti. Jelikož se podařilo získat pro objekt status kulturní památky, byl dům zachráněn. V roce 1979 byl Polský dům včleněn do sdružení Budoucnost a tím přestal existovat jako samostatná jednotka. Vedení Budoucnosti rozhodlo vytvořit v objektu dělnické kulturní centrum a tančírnu. V roce 1985 začala rekonstrukce objektu, nebyla však dokončena. Po privatizaci v roce 1991 se Dům potýkal s finančními problémy. Jeho spoluvlastníky byli mimo jiné polské menšinové organizace (tato komunita v Ostravě má asi 1 000 lidí), které mimo jiné organizovaly Polsko-české dny. Nyní[kdy?] je objekt nevyužitý a dlouhodobě chátrá.

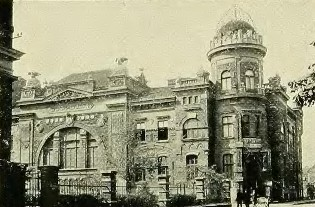
Polský dům v 1911 roce
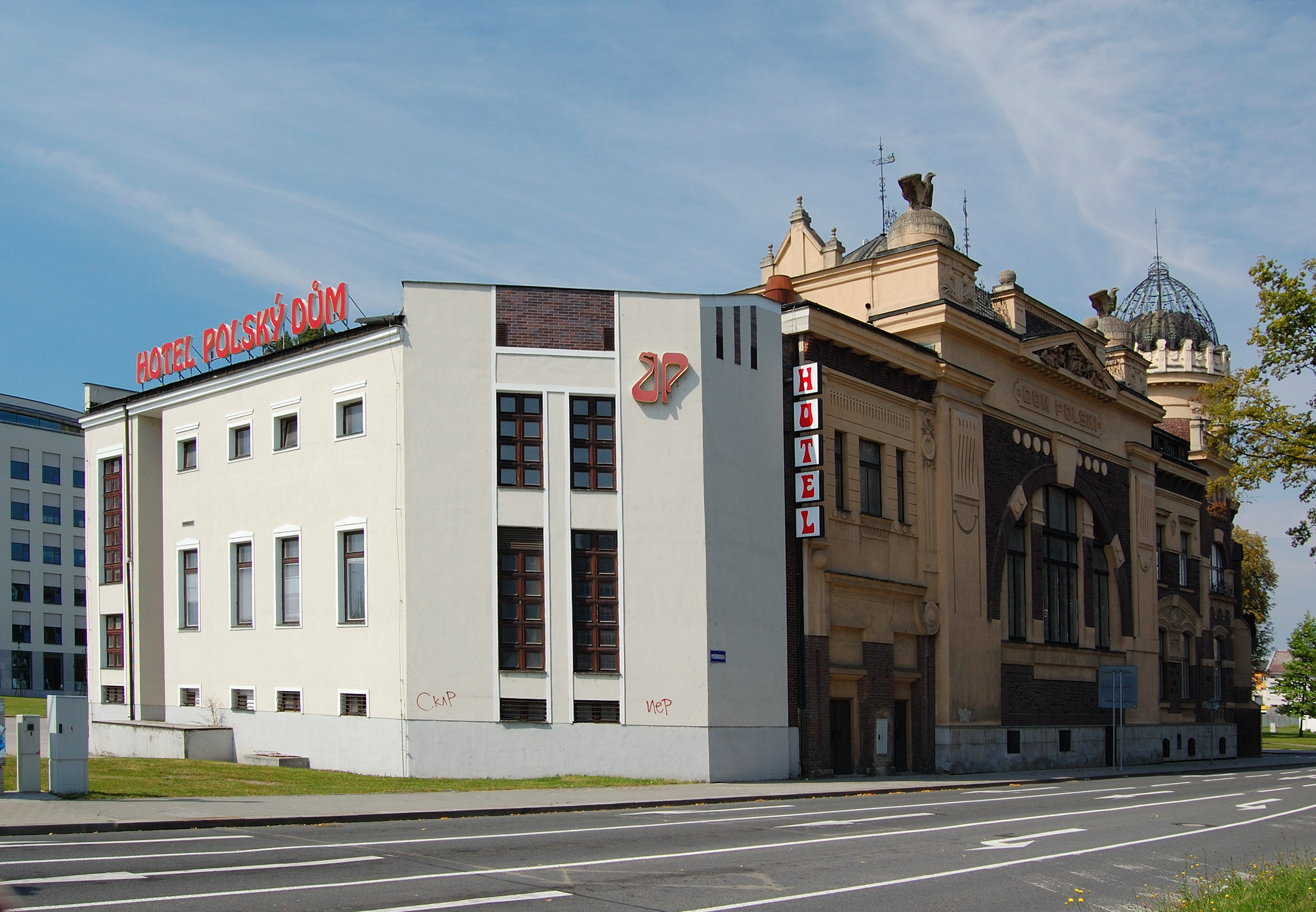
Polský dům a hotel
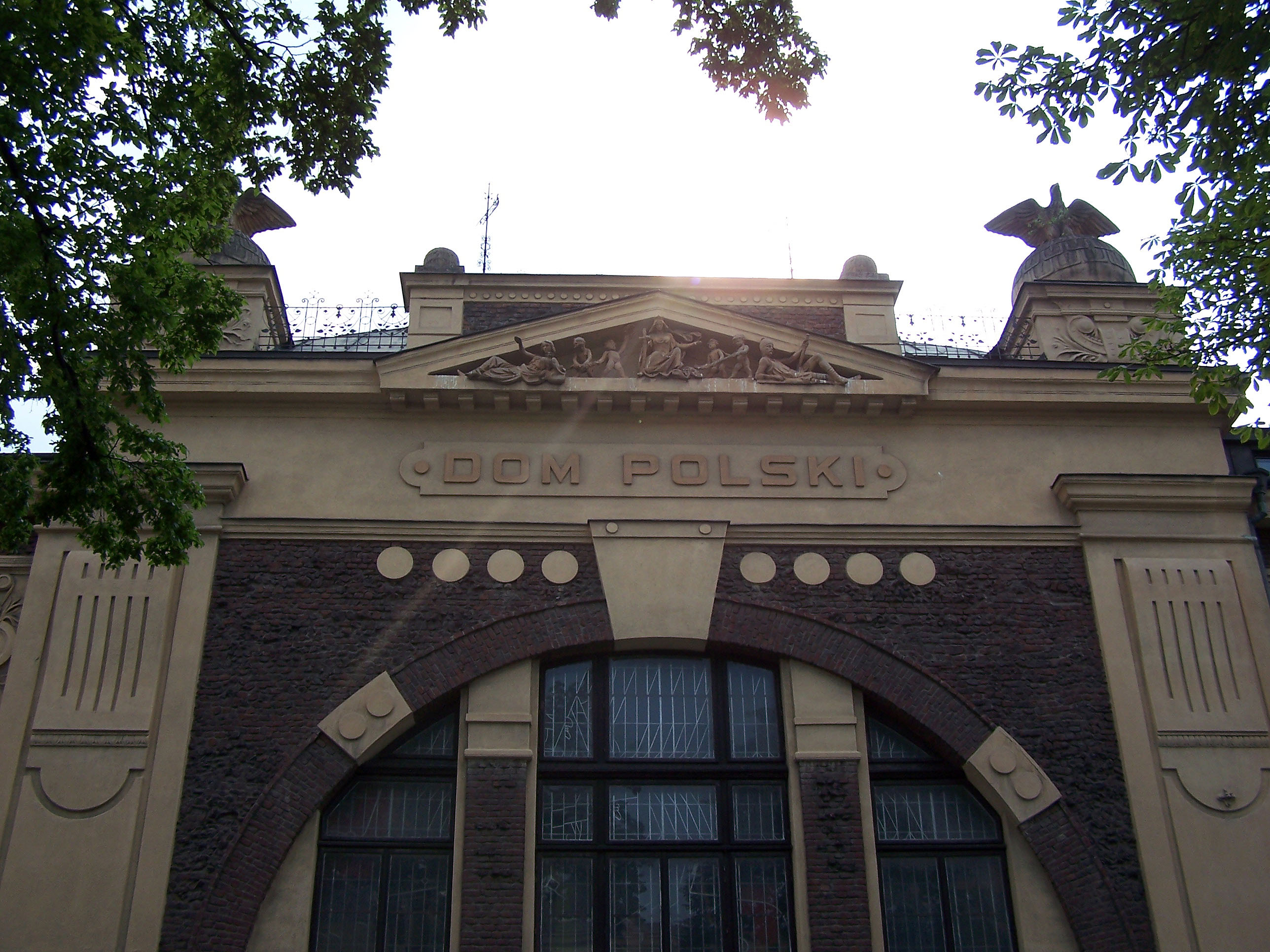
Polský dům Ostrava